# Scotognapha convexa
Espèce
Synonymes
- Pythonissa convexa Simon, 1883

Scotognapha convexa est une espèce d'araignées aranéomorphes de la famille des Gnaphosidae.

## Distribution
Cette espèce est endémique de la Grande Canarie aux îles Canaries,.

## Description
Le mâle décrit par Dalmas en 1920 mesure 6,5 mm. La femelle décrite par Platnick, Ovtsharenko et Murphy en 2001 mesure 7,80 mm.

## Publication originale
- Simon, 1883 : Études arachnologiques. 14e Mémoire. XXI. Matériaux pour servir à la faune arachnologique des îles de l'Océan Atlantique (Açores, Madère, Salvages, Canaries, Cap Vert, Sainte-Hélène et Bermudes). Annales de la Société Entomologique de France, sér. 6, vol. 3, p. 259-314 (texte intégral).